# ムーンウォーク

The moonwalk

ムーンウォーク（moonwalk）は、足を交互に滑らせ、前に歩いているように見せながら後ろに滑るストリートダンスの技法である。

## 概要
足を交互に滑らせ、前に歩いているように見せながら後ろに滑る技法は、ストリートダンスやブレイクダンスのジャンルであるポッピングで用いられており、バックスライド(back slide)と呼ばれている。元来ムーンウォークと呼ばれる技法は、字義のごとく、宇宙飛行士が月面を歩くように、ゆっくりとしたモーションでの歩行のことを指していた。マイケル・ジャクソンもヒストリー・ワールド・ツアーの「ビリー・ジーン」終盤などで、ゆっくりとしたモーションでの歩行の「ムーンウォーク」を披露している。
考案者は定かではないが、1930年代にキャブ・キャロウェイが「The Buzz」と呼んでいたパフォーマンスはバックスライドと同様のものと見られている。また、映像として最古のバックスライドは1943年公開の映画『キャビン・イン・ザ・スカイ』でビル・ベイリーが披露したものである。
ダンサーのジェフリー・ダニエルもダンス音楽テレビ番組『ソウル・トレイン』でバックスライドを披露しており、マイケルに直接教えたのはCaszper氏である。マイケル・ジャクソンは前後に動くだけだったバックスライドを発展させ、（ブーガルシュリンプが指導）音楽に合わせてその場で回転するような動作を付け加えた。重力に反するような動きであることから、マイケル・ジャクソンは改良されたバックスライドを「ムーンウォーク」と名付け、ジェフリー・ダニエルを始めストリートダンサーたちも新しい名称を受け入れた。
ムーンウォークが世界的に知られるようになったのは、マイケル・ジャクソンによるパフォーマンスの影響が大きい。マイケル・ジャクソンが初めてムーンウォークを披露したのは、1983年5月のモータウン25周年コンサート（Motown 25: Yesterday, Today, Forever）での、ビリー・ジーンの間奏においてであり、その後、多くの楽曲のPVやツアーにおいて披露している。これを契機にムーンウォークというパフォーマンスが広まった。

## バックスライドのやり方
1. 右足の爪先を立てて重心を置く。

2. 右足はそのままの状態で、左足は踵を付けながら後ろへ引く。
3. 左足の爪先を立てて重心を置く。
4. 左足はそのままの状態で、右足は踵を付けながら後ろへ引く。
5. 1〜4の動作を継ぎ目の無いように続ける。

要は片足が爪先を上げながら、もう片足がベタ足で後ろにスライドさせるだけの事による視覚的なトリックだが、当時は斬新であり、ダンス界にとっては革命的な事であった。原理的にはシンプルだが、魅せるほどのバックスライドをするにはかなりの鍛錬が必要である。
魅せるコツとして、3と4の動作で行う爪先を立てる足・踵を付ける足の入れ替え時になるべく足に力を入れて素早く入れ替えるようにする、足を引くときなるべく大きく滑らす、爪先を立てる足はなるべく踵を大きく上げるなどの方法がある。また、マイケル・ジャクソンが行ってきた方法として、首を前に出すことによってより不思議に魅せることも出来る。
革靴など、靴底が滑る靴だとやりやすい。ノンスリップシューズなどで踊るのは困難である。靴底が硬い靴でやると綺麗に魅せやすい。

## オマージュ
- マイケルの披露で有名になった頃、日本のテレビ番組では、『超獣戦隊ライブマン』『魔法のスターマジカルエミ』のオープニングなどにも取り入られた。
- ももいろクローバーZの有安杏果が特技としており、ムーンウォークが振り付けに含まれた曲（words of the mind -brandnew journey-）が2009年に初披露され、それ以降グループの定番曲となっている[3]。ライブで披露される際には、有安杏果がマイケル・ジャクソンをイメージした派手な手袋を装着して登場し、ムーンウォーク後に客席へ投げ込むのが見どころとなっている。
- E-girlsの14thシングル「Dance Dance Dance」では、曲中の全員が披露するダンスでムーンウォークが取り入れられている。
- 映画バック・トゥ・ザ・フューチャー Part3では、マイケル・J・フォックス演じるマーティが過去の西部のバーでこの動きを行い、悪人のビュフォード・タネンにタン壺をぶちまけるシーンが存在する。
- 椎名林檎が自身のバンド東京事変の「能動的三分間」に合わせて「ウォータリングキスミント」のCMにて披露した。のちに同楽曲のMV内でバンドメンバー全員が披露している。

## 脚註
1. 1 2  “「ムーンウォーク」伝授　マイケルの魔法で社会現象”. 産経新聞
2. ↑  古来日本で行われて来た狂言や、座敷踊り（八代目雷門助六の得意演目）にもある『あやつり』（傀儡）は、これと全く同じテクニックに基づく。
3. ↑  「5号連続特集 ももいろクローバーZ パーソナルインタビュー 第4回 有安杏果」『Quick Japan』Vol.99、太田出版、2011年12月10日。